# رالف ر. دوبلداي
رالف ر. دوبلداي (بالإنجليزية: Ralph R. Doubleday)‏ هو مصور أمريكي، ولد في 4 يوليو 1881، وتوفي في 30 يونيو 1958.